# Партія зелених Канади
Па́ртія зеле́них Кана́ди (англ. Green Party of Canada; фр. Parti vert du Canada) — одна з федеральних, політичних партій Канади, яка здебільшого підтримує ідеї захисту довкілля. Партія бере початок у екологічному, правозахисному, жіночому, антивоєнному та інших соціальних рухах. Перша партія зелених в Канаді була заснована у 1983 в Британській Колумбії, а потім діяльність поширилася на всю країну. Партія виступає за «стійкий розвиток» у гармонії з довкіллям, соціальну справедливість, розвиток демократії мас, відмову від насилля, децентралізацію, рівноправ'я між статями, збереження біологічної і культурної різноманітності. За всю історію існування жодного разу не обиралася до парламенту, однак постійно збільшує кількість голосів виборців відданих за неї. У виборах 2008 року отримала майже 7 % голосів, однак не змогла обрати жодного депутата до парламенту.